# Prix Inspiration Arctique
Le Prix Inspiration Arctique est attribué à des équipes qui ont apporté une importante contribution à la collecte de savoirs sur l’Arctique et qui ont fourni des plans concrets pour transformer ces connaissances en applications pour le bénéfice de l’Arctique canadien et de ses peuples. 
Doté d’un million de dollars canadiens, le prix est décerné annuellement. Il a été lancé à la conférence de l'Année polaire internationale qui s’est déroulée en avril 2012 à Montréal. Les premiers prix ont été remis en décembre 2012. Le Prix Inspiration Arctique est géré de manière volontaire par ArcticNet.

## Comité de sélection
Le Comité de sélection décerne jusqu’à cinq prix d’une valeur totale d’un million de dollars. Les membres du comité sont: 
- Susan Aglukark (Chanteuse inuk, auteur-compositrice, lauréate de trophées Juno)
- Martin Fortier (Directeur du Prix Inspiration Arctique et directeur exécutif, ArcticNet)[2]
- Erin Freeland Ballantyne (Boursière Rhodes et directrice, Dechinta Bush University Centre for Research and Learning)[3]
- Peter Harrison (Professeur, titulaire de la chaire Stauffer-Dunning et directeur de l'École d'étude des politiques de l'Université Queen's)[4]
- La très honorable Michaëlle Jean, P.C., C.C., C.M.M., C.O.M., C.D. (Ancienne gouverneure générale et commandante en chef du Canada, chancelière de l'Université d'Ottawa)
- Kyla Kakfwi-Scott (Chef d'équipe, Développement communautaire, mine de diamants d'EKATI, détentrice d'une bourse de recherche sur l'Arctique Jane Glassco)[5]
- Peter Mansbridge (Correspondant en chef, CBC News et présentateur, The National)
- Tom Paddon (Président & Directeur général, Baffinland Iron Mines Corporation)
- Geraldine Van Bibber (ancienne commissaire du Yukon)[6]
- Sheila Watt-Cloutier (Candidate au prix Nobel de la paix, activiste inuite)
- Arnold Witzig (Fondateur du Prix Inspiration Arctique et directeur de la fondation S. and A. Inspiration)

## Lauréats 2012
La première cérémonie de remise du Prix Inspiration Arctique a eu lieu à Vancouver (Colombie-Britannique, Canada) le 13 décembre 2012. Quatre équipes se sont partagé le prix: “Arctic Food Network”, “Nunavut Literacy Council”, “Inuit Qaujimajatuqangit” et “Thaidene Nene Initiative”.